# Limenitis paraena
Limenitis paraena är en fjärilsart som beskrevs av Bates 1865. Limenitis paraena ingår i släktet Limenitis och familjen praktfjärilar. Inga underarter finns listade i Catalogue of Life.